# L'Homme de Tolède
Pour plus de détails, voir Fiche technique et Distribution.
L'Homme de Tolède (El hombre de Toledo) est un film dramatique hispano-germano-italien réalisé par Eugenio Martín et sorti en 1965.

## Synopsis
L'action se situe à Tolède en 1843. Le capitaine Miguel de Fuentes (Stephen Forsyth) est chargé de trouver le meurtrier de Don Alfonso (Nerio Bernardi), commandant suprême des armées espagnoles.

## Fiche technique
- Titre original : L'uomo di Toledo
- Titre espagnol : El hombre de Toledo ou La muerte se llama Myriam
- Titre français : L'Homme de Tolède[1]
- Réalisation : Eugenio Martín
- Scénario : Eugenio Martín, Ugo Moretti
- Photographie : Franco Villa (de)
- Montage : Maurizio Lucidi
- Musique : Angelo Francesco Lavagnino
- Producteur : Franco Palombi, Gabriele Silvestri
- Sociétés de production : Italcine, Petruka Films (Madrid), Procusa Films (Madrid), Top-Film (Munich)
- Costumes : Enrico Fiorentini
- Pays d'origine :  Italie /  Allemagne de l'Ouest /  Espagne
- Langue : Italien
- Format : 35 mm ; Couleur (Techniscope) ; 2.35 : 1 ; Son : mono
- Genre : Film dramatique, Film d'aventure, Film d'action
- Durée : 96 minutes
- Dates de sortie : 
  - Italie : 27 août 1965
  - Allemagne de l'Ouest : 19 mai 1966
  - France : 9 octobre 1968[1]
  - Espagne : 4 septembre 1972

## Distribution
- Stephen Forsyth : Capitaine Miguel de Fuentes
- Ann Smyrner : Doña Rosita
- Norma Bengell : Myriam
- Gianni Solaro : Don Pedro
- Maria Laura Rocca : Doña Sol
- Gabriella Andreini : Cafat
- Nerio Bernardi : Don Alfonso
- José Calvo : Don Canio
- Aldo Cecconi : Don Raphael
- Ivan Desny : Don Felipe
- Manolo Gómez Bur :
- Carl Möhner : Don Ramiro
- Andrea Scotti : Carlos
- Elena María Tejeiro : Juana
- Rosy Zichel : Aixa